# 11P/Tempel-Swift-LINEAR
11P/Tempel-Swift-LINEAR – kometa krótkookresowa, należąca do rodziny Jowisza.

## Odkrycie i nazwa
Kometę tę odkrył po raz pierwszy niemiecki astronom Wilhelm Tempel 27 listopada 1869 roku. Podczas jednego z późniejszych powrotów tej komety w pobliże Słońca po raz drugi odkrył ją Lewis Swift (11 października 1880) i stwierdził, iż chodzi o to samo ciało niebieskie, które zaobserwował wcześniej Tempel. Perturbacje ze strony Jowisza spowodowały zmianę orbity komety i po 1908 roku została uznana za zagubioną. 7 grudnia 2001 ponownie odnaleziono tę kometę dzięki obserwacjom w ramach projektu LINEAR.
W nazwie znajdują się zatem trzy człony, pochodzące od trzech odkrywców.

## Orbita komety
Orbita komety 11P/Tempel-Swift-LINEAR ma kształt elipsy o mimośrodzie 0,55. Jej peryhelium znajduje się w odległości 1,55 j.a., aphelium zaś 5,28 j.a. od Słońca. Jej okres obiegu wokół Słońca wynosi 6,30 roku, nachylenie do ekliptyki to wartość 13,57˚.

## Właściwości fizyczne
Jest to już stosunkowo mało aktywna kometa o krótkim czasie obiegu, zaliczana do rodziny Jowisza. Jej jądro ma zapewne wielkość kilku-kilkunastu km.